# 하우 투 비 싱글
《하우 투 비 싱글》(영어: How to Be Single)은 2016년 미국의 코미디 영화이다. 리즈 투칠로의 동명 소설을 원작으로 《러브, 로지》의 크리스티안 디터 감독이 연출하였다. 다코타 존슨과 리벨 윌슨, 앨리슨 브리, 레슬리 맨이 출연한다. 2월 북미에 개봉하였다.

## 출연
- 다코타 존슨 - 앨리스
- 리벨 윌슨 - 로빈
- 앨리슨 브리 - 루시
- 레슬리 맨 - 조시
- 제이슨 맨추커스 - 조지
- 데이먼 웨이언스 주니어 - 데이비드
- 콜린 조스트 - 폴
- 제이크 레이시 - 켄
- 앤더스 홀름 - 톰
- 세라 라모스 - 미셸
- 닉 베이트먼